# プルチネッラ

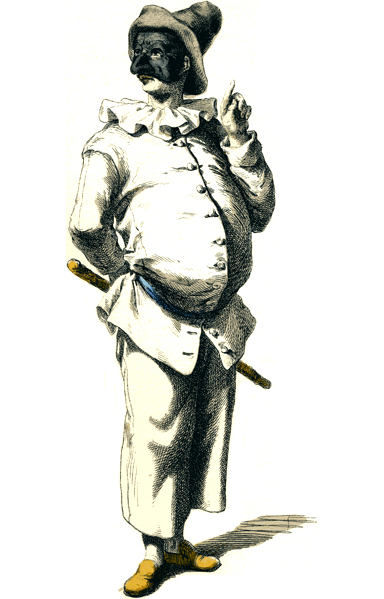
プルチネッラ

プルチネッラ (イタリア語: Pulcinella) は、イタリアの伝統的な風刺劇コメディア・デラルテに登場する道化師である。高い鼻と太鼓腹、白い服とは対照的な黒いマスクを外見的特徴とする。

## 各地への伝播
プルチネッラはイギリスに伝わり、「パンチ」(Punch) という名の毒舌の道化師として知られることになる。パンチは雑誌『パンチ』のメインキャラクターとなり、風刺漫画を意味する「ぽんち絵」の語源となった。フランスでは、ギニョールと呼ばれる人形劇のキャラクターになった。ロシアのペトルーシカもプルチネッラを起源とする。
また、プルチネッラは、バレエ・リュス（ロシア・バレエ団）のバレエ作品の「プルチネルラ」や、イーゴリ・ストラヴィンスキーが同作品のために作曲したバレエ音楽「プルチネルラ」などのテーマとなっている。

## その他
「真のナポリピッツァ協会」に認定されたナポリピッツァ店舗に掲げられる看板（認定マーク）には、ナポリの道化師であるプルチネッラがピザを焼いている図柄が使用されている